# Hubert Clute-Simon
Hubert Clute-Simon (* 5. Juli 1955; † 23. Oktober 2015) war ein deutscher Fußballspieler.

## Karriere
Der Heimatverein des jungen Fußballers Clute-Simon war der SSV 1928 Allendorf im Sauerland. Über die Station SuS Hüsten 09 führte ihn nach zwei Jahren Aktivität in der Verbandsliga Westfalen 1977 sein Weg in die Profilaufbahn zu Rot-Weiß Lüdenscheid, damals Aufsteiger in die 2. Fußball-Bundesliga. Bei den Rot-Weißen vom Nattenbergstadion debütierte der Offensivspieler am 6. August 1977 beim 1:1-Heimremis gegen Schwarz-Weiß Essen, dabei erzielte er in der 73. Minute das Tor für Lüdenscheid. Unter Trainer Klaus Hilpert und an der Seite von Mitspielern wie Elmar Jürgens, Helmut Reiners und Hans-Jürgen Offermanns erzielte er in 34 Ligaspielen zehn Tore. Im Dezember 1978 – er hatte in der Hinrunde 1978/79 in 17 Ligaspielen sechs Tore für Lüdenscheid erzielt – wechselte er zum Ligakonkurrenten Alemannia Aachen. Am 18. Rundenspieltag, am 9. Dezember 1978, trug er erstmals das Trikot der „Kartoffelkäfer“ vom Tivoli-Stadion. Er krönte sein Debüt unter Trainer Erhard Ahmann beim 4:0-Heimerfolg gegen den VfL Osnabrück mit einem Treffer. Am Rundenende hatte er für Aachen 21 Ligaspiele mit fünf Toren beim Erreichen des siebten Ranges bestritten. In seiner ersten vollen Runde in Aachen, 1979/80, steigerte er sich auf 35 Einsätze, in denen er 16 Tore erzielte. Er war damit der interne Torschützenkönig vor dem Sturmkollegen Winfried Stradt mit elf Treffern. In der 1980/81 in einer 22er-Staffel ausgetragenen Runde, in der die Alemannia am Ende den fünften Rang belegte, war der torgefährliche offensive Mittelfeldspieler in 40 Spielen 17-maliger Torschütze. Auch als die Trainer Ernst-Günter Habig und Horst Buhtz Vorgänger Ahmann während der Saison 1981/82 ablösten, war der Mann aus Allendorf wiederum in 37 Zweitligaspielen mit 14 Toren erfolgreich gewesen.
Zur Saison 1982/83 nahm er das Angebot des Bundesligaaufsteigers FC Schalke 04 an und wechselte nach Gelsenkirchen. Unter den Trainern Sigfried Held und Jürgen Sundermann kam er in der Bundesliga an der Seite von Mitspielern wie Bernard Dietz, Ulrich Bittcher, Hans-Joachim Abel und Ilyas Tüfekci auf 20 Ligaeinsätze, in denen er zwei Treffer erzielte. Schalke konnte die Klasse aber nicht halten und stieg ab. Nach erfolgreichem Wiederaufstieg als Vizemeister 1983/84, wozu er unter Trainer Diethelm Ferner in 28 Ligaspielen zehn Tore beisteuern konnte, verließ er den Verein 1984 und spielte zwei Jahre lang für Hertha BSC. Danach ließ er seine Karriere bei FC Martigny-Sports, in der Schweiz beim FC Olten und bei Rot-Weiß Lüdenscheid ausklingen.
Hubert Clute-Simon absolvierte 20 Spiele (zwei Tore) in der Fußball-Bundesliga sowie insgesamt 269 Zweitligaspiele. Mit seinen 94 Treffern war er vor Beginn der Saison 2012/13 auf Rang 20 der besten Zweitligatorschützen aller Zeiten.
Als Trainer arbeitete er für die Vereine Rot-Weiß Lüdenscheid, FSV Werdohl und in Schmallenberg.
2010 erkrankte er an Polyneuropathie. Am 23. Oktober 2015 starb er im Alter von 60 Jahren. Er wurde auf dem Friedhof in Sundern-Allendorf beigesetzt.
Clute-Simon war verheiratet.